# Carl Frederik Albert Christensen
Carl Frederik Albert Christensen est un botaniste danois, né le 16 janvier 1872 dans l'île de Lolland au Danemark et mort le 24 novembre 1942.
Sa principale contribution concerne la systématique des fougères. Ses collections de fougères sont  déposées au musée d'histoire naturelle de Londres.

## Quelques publications
- Ueber Einige Farne in O. Swartz Herbarium - Arkiv för Botanik, Vol. 9, n° 11. Stockholm, 1909.
- On Some Species of Ferns Collected by Dr. C. Skottsberg in Temperate South America - Arkiv för Botanik, Vol. 10, n° 2. Stockholm, 1910.
- Den danske botaniske litteratur 1880-1911 - København : H. Hagerup's Forlag, 1913.
- A Monograph of the Genus Dryopteris - København : Det Kongelige Danske Videnskabernes Selskabs Skrifter, Raikke VII, afd. X, no. 2, Pt. 1. 1913.
- Index Filicum sive enumeratio omnium generum specierumque Filicum et Hydropteridum ab anno 1753 ad finem anni 1905 descriptorum, adjectis synonymis principalibus, area geografica, etc.- Hafniae (Copenhague) : H. Hagerup, 1905–06 - Index Filicum Supplementum I-III : 1913–17 Téléchargeable sur Botanicus.org
- Maxonia, a new genus of tropical american ferns - Washington, Smithsonian Institution, 1916 vol. 66 - 9
- Den danske botaniks historie med tilhørende Bibliografi - København, H. Hagerups Forlag, trois tomes, 1924-1926
- Revised List of Hawaiian Pteridophyta - Bishop Museum, Honolulu, Hawaii. 1925.
- Colonie de Madagascar et dépendances - Pteridophyta - Paris : Éditions géographiques, maritimes et coloniales, 1931
- Les Ptéridophytes de Madagascar, avec les contributions de H P. de la Bathie et al. 1932
- avec Qin Renchang - "Pteridrys", a new fern genus from tropical Asia - Beijing, Chine, publié par l'Institut de biologie, 1934

## Éponymie
Un genre lui a été dédié : Christensenia Maxon de la famille des Marattiacées, ainsi que les espèces suivantes :
- Abrotanella christensenii Petrie - Astéracée de Nouvelle-Zélande
- Asplenium christensenii Tardieu - Aspléniacée de Côte d'Ivoire
- Bolbitis christensenii Ching in C.Chr. - Lomariopsidacée de Chine (Campium christensenii Ching)
- Brachyglottis christensenii (Cockayne) B.Nord. - Astéracée de Nouvelle-Zélande (Senecio christensenii Cockayne)
- Callitriche christensenii Christoph. - Callitrichacée (Plantaginacée en classification AGP II) de l'île Gough
- Celmisia christensenii Cockayne - Astéracée de Nouvelle-Zélande
- Ceropegia christenseniana Hand.-Mazz. - Asclépiadacée de Chine (Yunnan)
- Cornopteris christenseniana Tagawa - Woodsiacée
- Cyrtandra christensenii H.St.John - Gesnériacée de l'île d'Hawaï
- Delissea christensenii H.St.John - Campanulacée de l'île d'Hawaï
- Isodendrion christensenii H.St.John - Violacée de l'île d'Hawaï
- Lepidogrammitis christensenii (Ching) Ching - Polypodiacée (Lemmaphyllum christensenii Ching)
- Lunathyrium christensenii (Tardieu) Ching - Woodsiacée du Tonkin ( Athyrium christensenii Tardieu-Blot)
- Polypodium christensenii Maxon - Polypodiacée du Guatémala
- Pteris christensenii Kjellberg - Ptéridacée des Célèbes
- Thelypteris christensenii (Christ) C.F.Reed - Thélypteridacée du Costa Rica (Dryopteris christensenii Christ)
- Touchardia christensenii H.St.John - Urticacée de l'île d'Hawaï